# 張琯生
張琯生（?—?），廣東省廣州府南海縣人，清朝政治人物、進士出身。
光緒九年（1883年），参加癸未科殿試，登進士二甲83名。同年五月，著以主事分部学习。